# Caprolagus hispidus
Genre
Espèce
Statut de conservation UICN

 EN B2ab(ii,iii,v) : En danger
Statut CITES
Le Lapin asiatique ou Lapin de l'Assam, (Caprolagus hispidus) est la seule espèce du genre Caprolagus. Il vit en Asie du Sud. C'est un mammifère lagomorphe de la famille des léporidés. L'espèce est menacée de disparition.